# Пікслі (Каліфорнія)
Пікслі (англ. Pixley) — переписна місцевість (CDP) в США, в окрузі Туларе штату Каліфорнія. Населення — 3828 осіб (2020).

## Географія
Пікслі розташоване за координатами 35°58′37″ пн. ш. 119°17′20″ зх. д. / 35.97694° пн. ш. 119.28889° зх. д. (35.976903, -119.288945).  За даними Бюро перепису населення США в 2010 році переписна місцевість мала площу 8,07 км², уся площа — суходіл.

## Демографія
Згідно з переписом 2010 року, у переписній місцевості мешкало 3310 осіб у 798 домогосподарствах у складі 689 родин. Густота населення становила 410 осіб/км².  Було 875 помешкань (108/км²).
Расовий склад населення:
| - 44,5 % — білих - 2,7 % — чорних або афроамериканців - 0,8 % — корінних американців - 0,5 % — азіатів - 47,9 % — осіб інших рас |

До двох чи більше рас належало 3,5 %. Частка іспаномовних становила 80,8 % від усіх жителів.
За віковим діапазоном населення розподілялося таким чином: 38,3 % — особи молодші 18 років, 55,4 % — особи у віці 18—64 років, 6,3 % — особи у віці 65 років та старші. Медіана віку мешканця становила 24,7 року. На 100 осіб жіночої статі у переписній місцевості припадало 107,3 чоловіків;  на 100 жінок у віці від 18 років та старших — 105,9 чоловіків також старших 18 років.
Середній дохід на одне домашнє господарство  становив 34 925 доларів США (медіана — 27 917), а середній дохід на одну сім'ю — 37 238 доларів (медіана — 29 531). За межею бідності перебувало 50,2 % осіб, у тому числі 61,2 % дітей у віці до 18 років та 33,6 % осіб у віці 65 років та старших.
Цивільне працевлаштоване населення становило 1046 осіб. Основні галузі зайнятості: сільське господарство, лісництво, риболовля — 48,2 %, виробництво — 13,0 %, освіта, охорона здоров'я та соціальна допомога — 6,9 %, роздрібна торгівля — 6,0 %.